# Константинов Камень
Константи́нов Ка́мень (нен. Утос-Пэ, коми Минисей-Пом) — горный массив на Полярном Урале, административно принадлежащий Ямало-Ненецкому автономному округу Тюменской области. Находится в 45 км от Байдарацкой губы Карского моря.
Ненецкое название горы — нен. Утос-Пэ (Нгутоспэ) — «нартовый Камень», по другой версии —  «последняя гора» (поскольку это крайняя вершина Урала). Более позднее название — нен. Туано-Пэ («пароходный камень»). Коми-ижемцы называли гору коми Минисей-Пом — «конец Минисея» (название хребта, на котором расположена гора).

## История
Массив был изучен в августе 1848 года участниками научно-исследовательской экспедиции под руководством полковника Корпуса горных инженеров Э. К. Гофмана, направленной Русским географическим обществом для исследования Полярного Урала и соседних территорий (1847—1850 гг.). Поднявшись на эту «самую северную гору Уральского хребта, круто падающую в тундру», они убедились, что с её высоты «взор беспрепятственно достигает непрерывную равнину моря, отстоящего на 40 или 50 вёрст». Гофман и его спутники дали горе название Константинов Камень в честь председателя Русского географического общества великого князя Константина Николаевича (сын императора Николая I) и возвели на ней пирамиду из трёх каменных плит.
В честь 170-летия образования Русского географического общества в рамках снегоходной экспедиции «К Северу от Константинова Камня», организованной отделением РГО в Ямало-Ненецком автономном округе,  25 марта 2015 года был установлен памятный знак на вершине Константинова Камня. 

## Физико-географическое описание

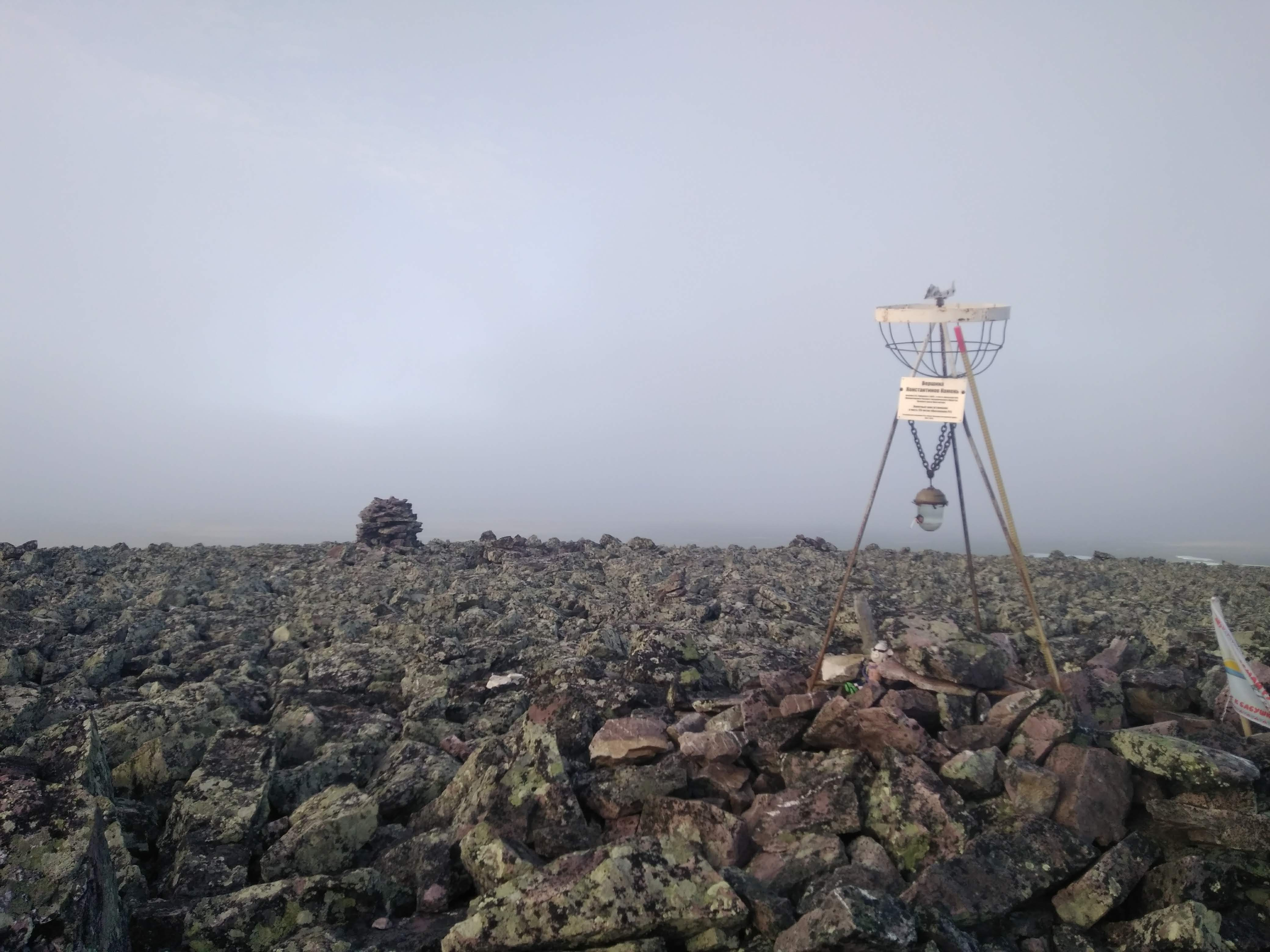
Знак Русского Географического Общества на вершине г. Константинов Камень

Массив сложен преимущественно кварцитами и песчаниками. Вершина представлена курумником, обломки отделены от материнской породы и являются неустойчивыми, «живыми». Есть вероятность обвала груды обломочного материала с вершины. Встречаются нагорные террасы, нивационные (образованные в результате снежной эрозии — разрушительного воздействия снежного покрова) ниши, сортированные полосы, сортированные круги и многоугольники. Из растительности здесь встречаются пятна мохово-лишайниковых тундр. Склоны покрыты многочисленными курумами разнообразного вида, в основном площадными, без чёткой ориентации движения обломков. Но большие площади заняты и каменными потоками различной величины, которые показывают интенсивное движение обломков по склону. На склонах произрастают растения, специфичные для экосистемы горная тундра. Иногда даже на крутых склонах встречаются мохово-лишайниковые тундры. Повсеместно развиты солифлюкционные образования различных морфологии и размеров. В нижней части склона почва суглинистая, встречаются бугры пучения и солифлюкционные террасы. На поверхность под воздействием криогенных сил выталкиваются небольшие куски горной породы. На подножие спускаются языки курумов, конусы выноса породы. Обломки продолжают разрушаться, понемногу превращаясь в мелкозёрный материал. Конечным пунктом движения материала и его «складирования» являются предгорные равнины. Речная сеть здесь развита слабо, и разрушению материала в большей степени способствуют активные мерзлотные процессы. Ручьи стекают на дно долины, в озёра, которые имеют термокарстовое происхождение и связаны с мелким залеганием многолетней мерзлоты.